# Otto Smik
Otto Smik (Boržom, Grúzia, 1922. január 20. – Zwolle, Hollandia, 1944. november 28.) a legsikeresebb szlovák vadászpilóta a RAF szolgálatában. Összesen 11 regisztrált győzelmet ért el, egy valószínűt és 3 ellenséges repülőgépet megrongált.
1940. március 18-án, a Szlovák független állam megalapítása után – mely német védnökség alá tartozott – Otto 18 évesen illegálisan elhagyta az országot és Franciaországba utazott. Franciaország kapitulálása után elment Angliába, ahol részt vett pilóta kiképzésen. Otto Smik a 250 szlovák egyike, akik 1939 után beléptek az RAF kötelékébe.